# Corral d'en Llosa
El Corral d'en Llosa és un corral ramader del terme municipal de Tremp, a l'antic terme ribagorçà d'Espluga de Serra, al Pallars Jussà.
Està situat a llevant de Casa Miquelet, als peus de la Serra de Sant Gervàs, a la dreta del barranc de Miralles. És al Solà d'en Llosa, sota la Costa Lloma, sota la part oriental de la Serra de Sant Gervàs.